# Adelaide Claxton
Adelaide Sophia Claxton (Londres, 10 de mayo de 1841 - 29 de agosto de 1927) fue una pintora, ilustradora e inventora británica. Fue una de las primeras mujeres artistas en ganarse la vida a través de la prensa comercial, vendiendo ilustraciones satíricas y cómicas a más de media docena de publicaciones periódicas.

## Carrera

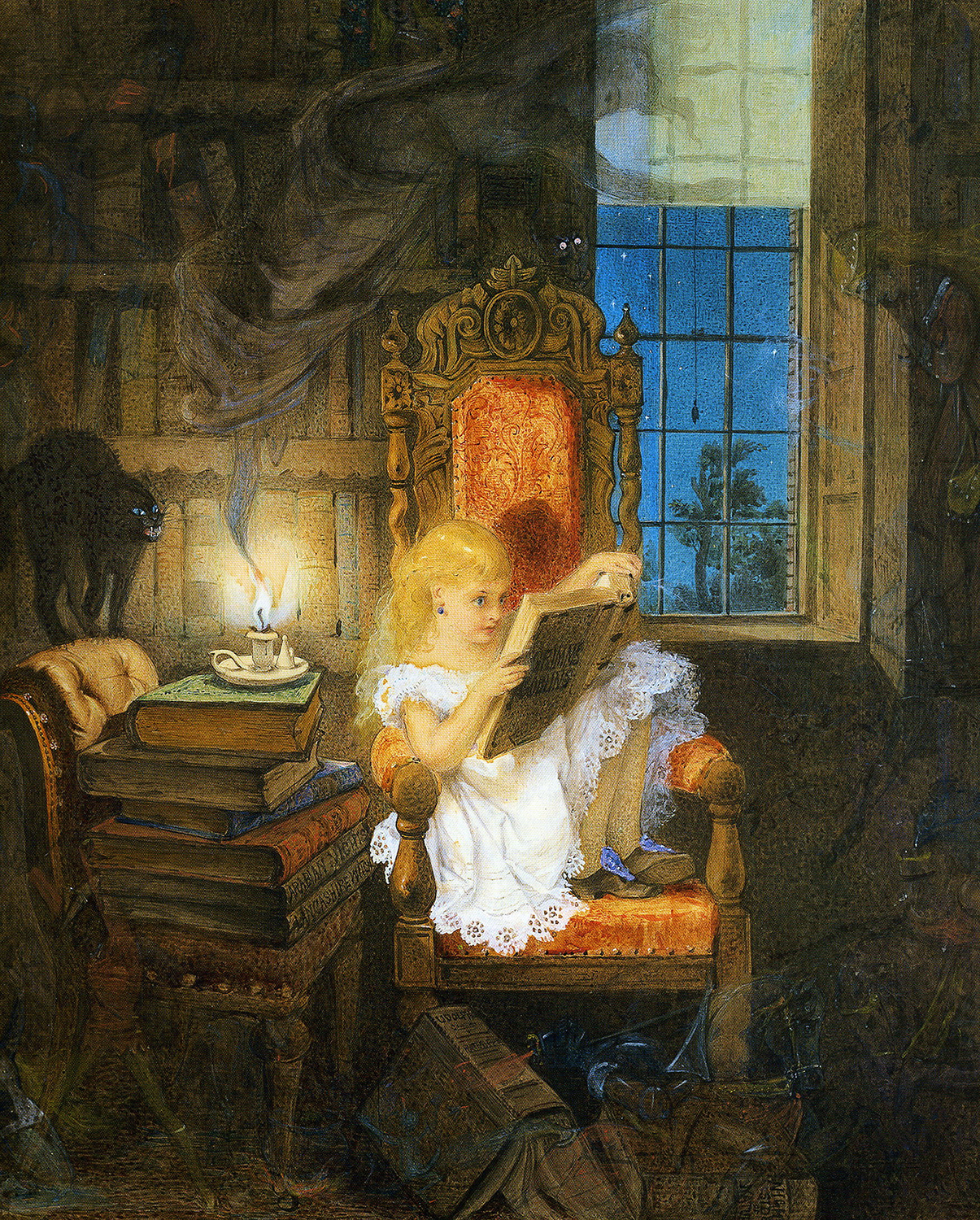
Adelaide Claxton, Wonderland.

Estudió arte en Cary's School en el área de Bloomsbury de Londres, donde comenzó a centrarse en la pintura de figuras en acuarela.
Las pinturas de Claxton combinan escenas de la vida doméstica con elementos literarios o fantásticos como fantasmas y sueños. Comenzó a exhibir su trabajo a fines de la década de 1850 en la Society of Women Artists, expuso varias veces en la Royal Academy of Arts, la Royal Hibernian Academy y la Royal Society of British Artists, así como en la Sociedad de Mujeres Artistas. Una de sus obras, El sueño de una noche de verano en Hampton Court, fue tan popular que terminó pintando cinco copias; otra, Little Nell, la copió 13 veces. Wonderland, una pintura que muestra a una niña leyendo cuentos de los hermanos Grimm a la luz de las velas, está muy reproducida. El pintor inglés Walter Sickert basó su óleo She Was the Belle of the Ball (Después de Adelaide Claxton) en una de sus obras.

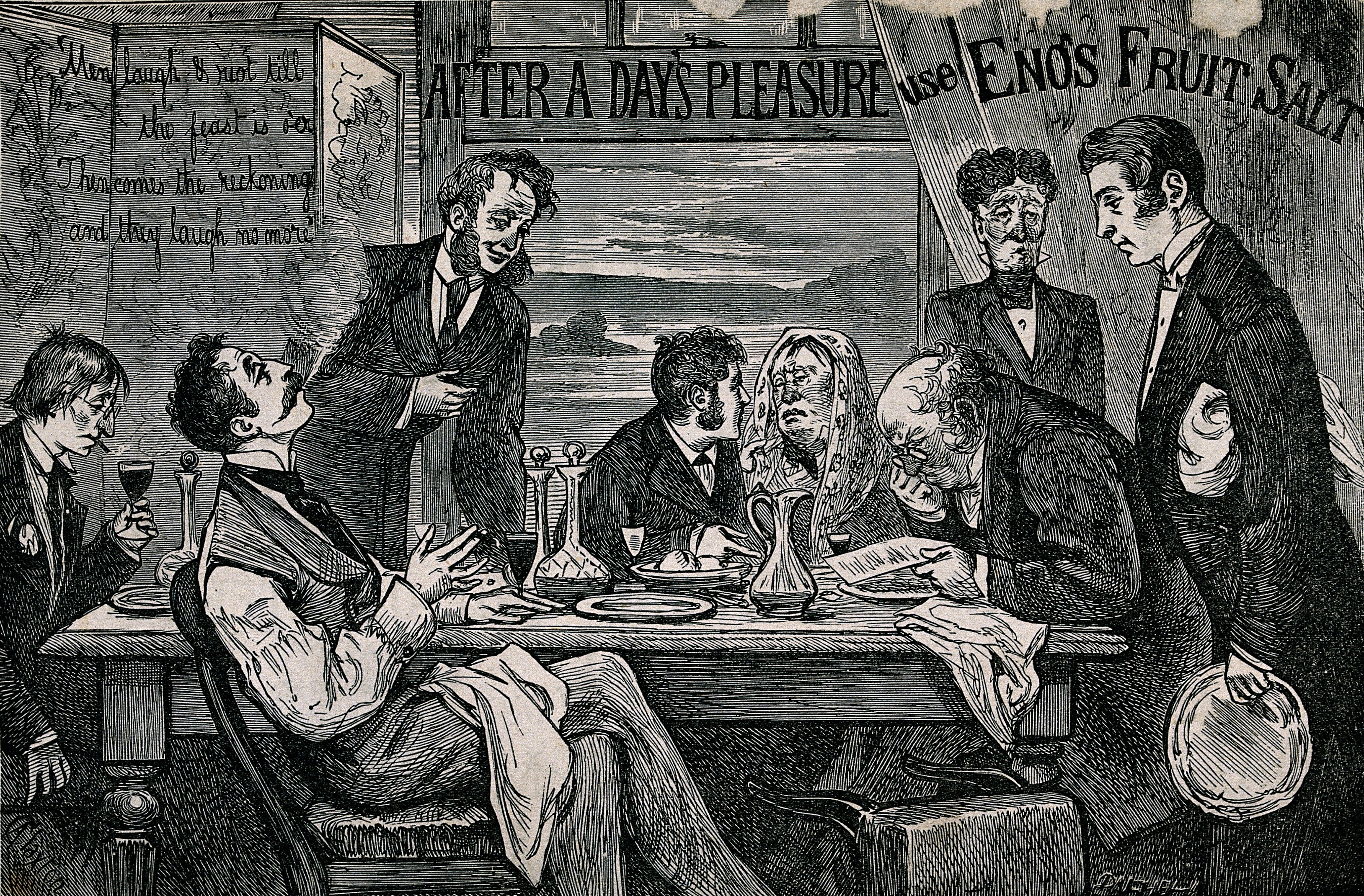
Un anuncio de la sal de frutas de Eno; grabado en madera según Adelaide Claxton.

Claxton se ganaba la vida a través de sus pinturas y vendiendo ilustraciones cómicas y dibujos satíricos de la alta sociedad a revistas populares como Bow Bells, The Illustrated London News, London Society, Judy (donde fue una de las principales ilustradoras), y varios otros. Fue una de las primeras artistas británicas en trabajar con regularidad en el mercado de las revistas, donde le pagaban entre 2 y 7 libras esterlinas por ilustración. En 1859, el Illustrated Times presentó su pintura El abanderado en su portada.
También fue autora de dos libros ilustrados, A Shillingsworth of Sugar-Plums (1867) y Brainy Odds and Ends (1904; un compendio de lemas y similares).
El trabajo de Claxton está en la colección de Walker Art Gallery, Liverpool y otras instituciones artísticas.

## Invenciones

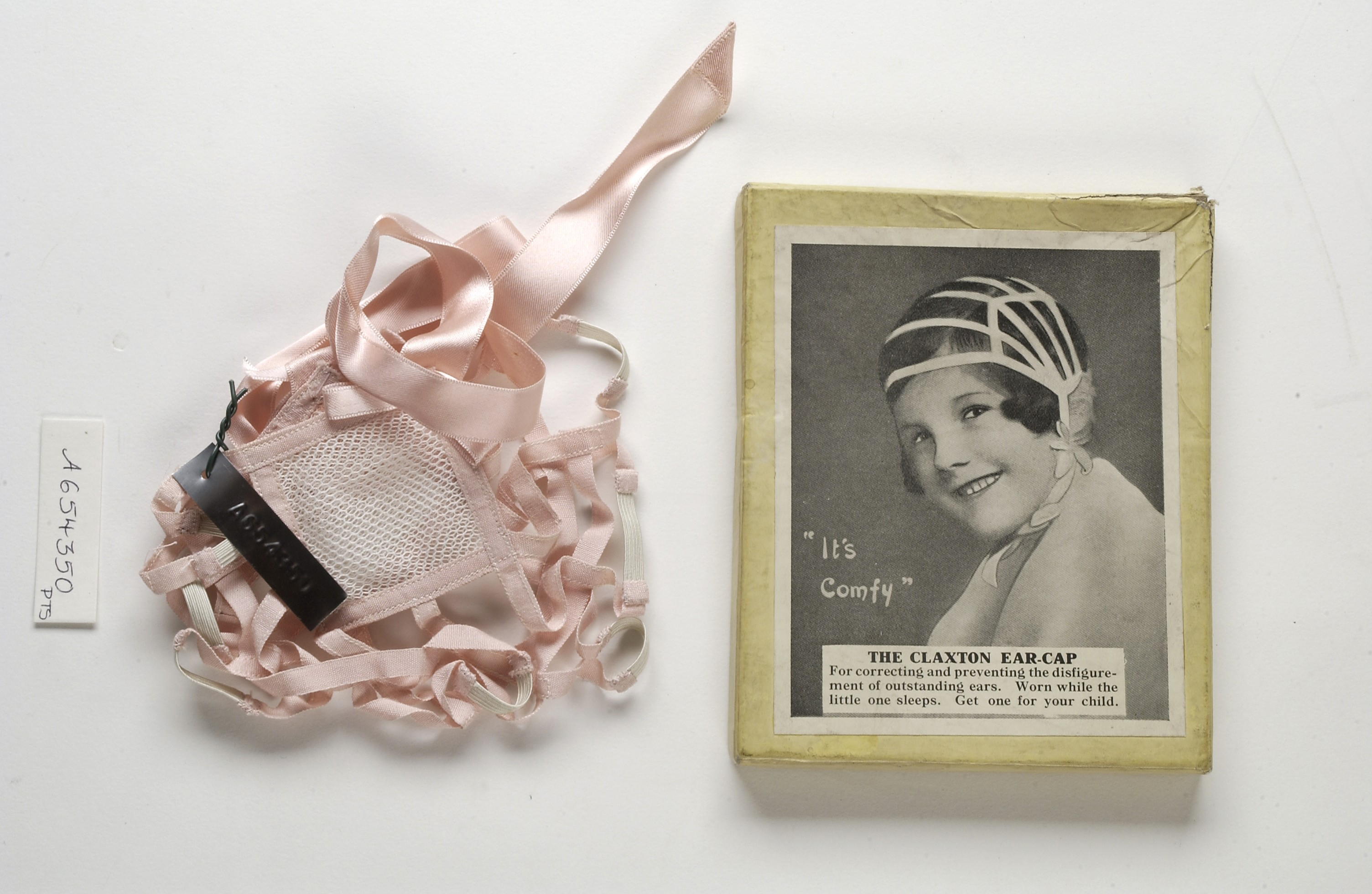
'Ear-cap' patentado por Adelaide Claxton.

En 1874, Claxton se casó con George Gordon Turner, un evento que terminó de manera efectiva con su carrera como ilustradora. Claxton centró su interés en inventar, y en la década de 1890 se registraron varias patentes bajo su nombre de casada de Adelaide Sophia Turner. Uno de ellos fue para una "Muleta para axilas para reposacabezas y respaldos de sillas". Otro fue para "Gorros para orejas sobresalientes" (es decir, orejas que sobresalían).